# Mordellidae
Mordellidae là một họ bọ cánh cứng. Trên thê giới có khoảng 1500 loài.

## Phân loại học

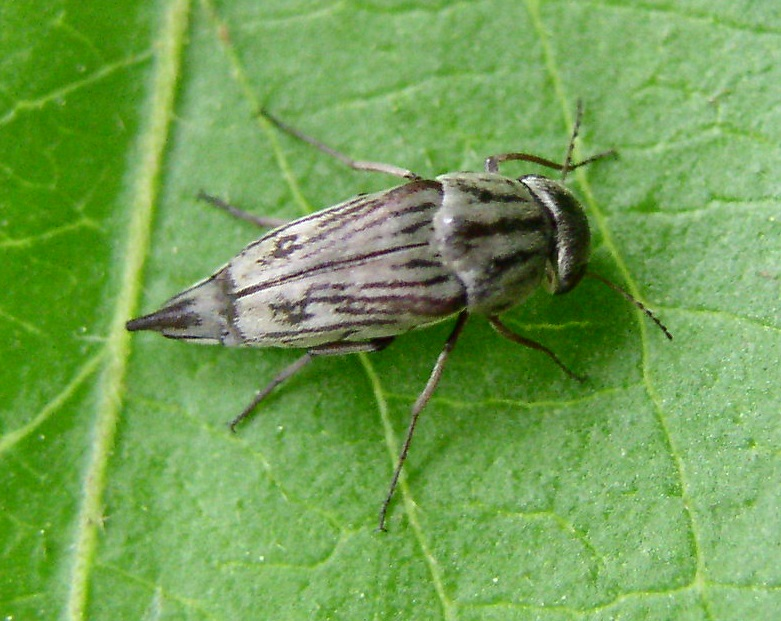
Tomoxia lineella trưởng thành

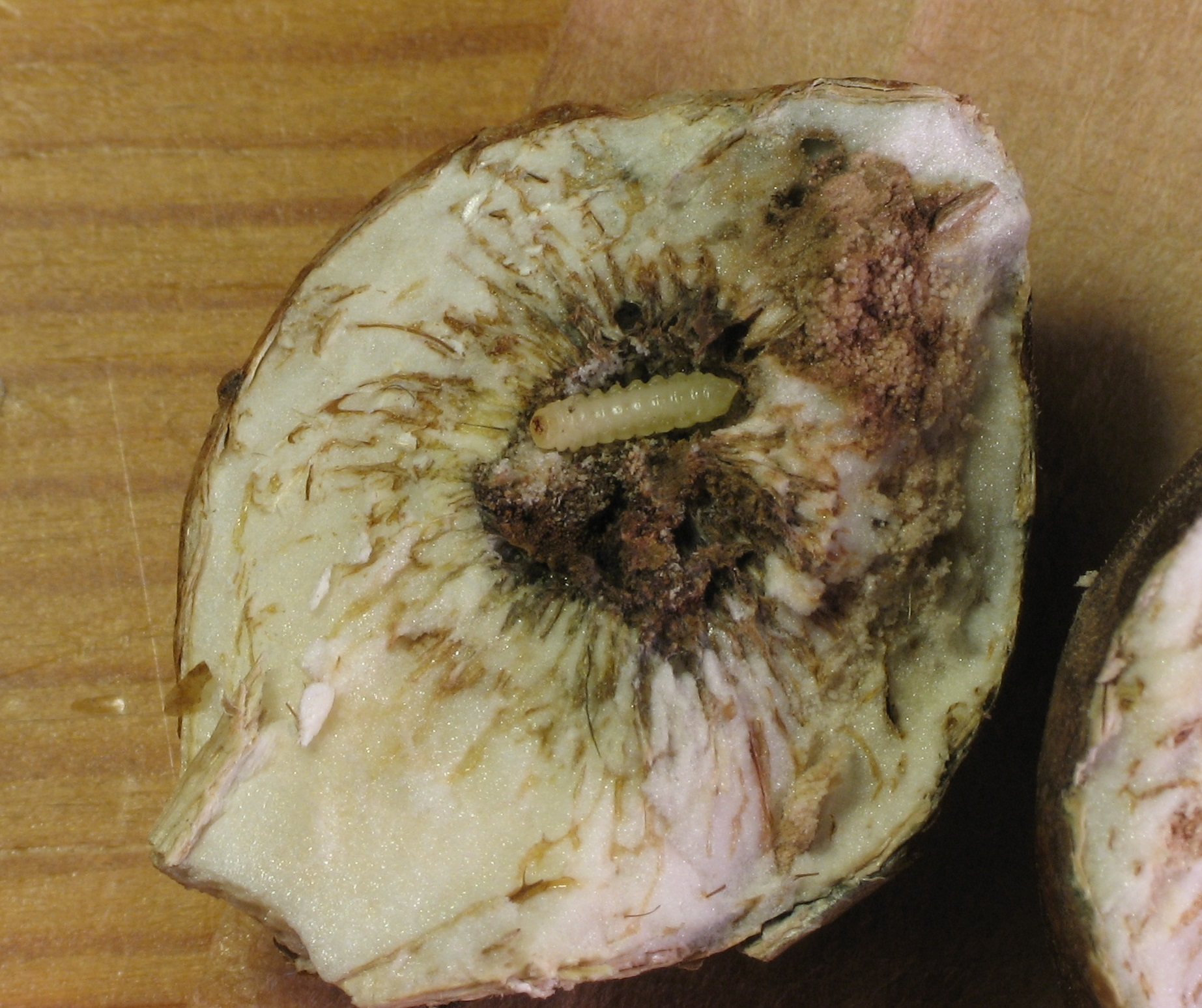
Ấu trùng của Mordellistena sp.

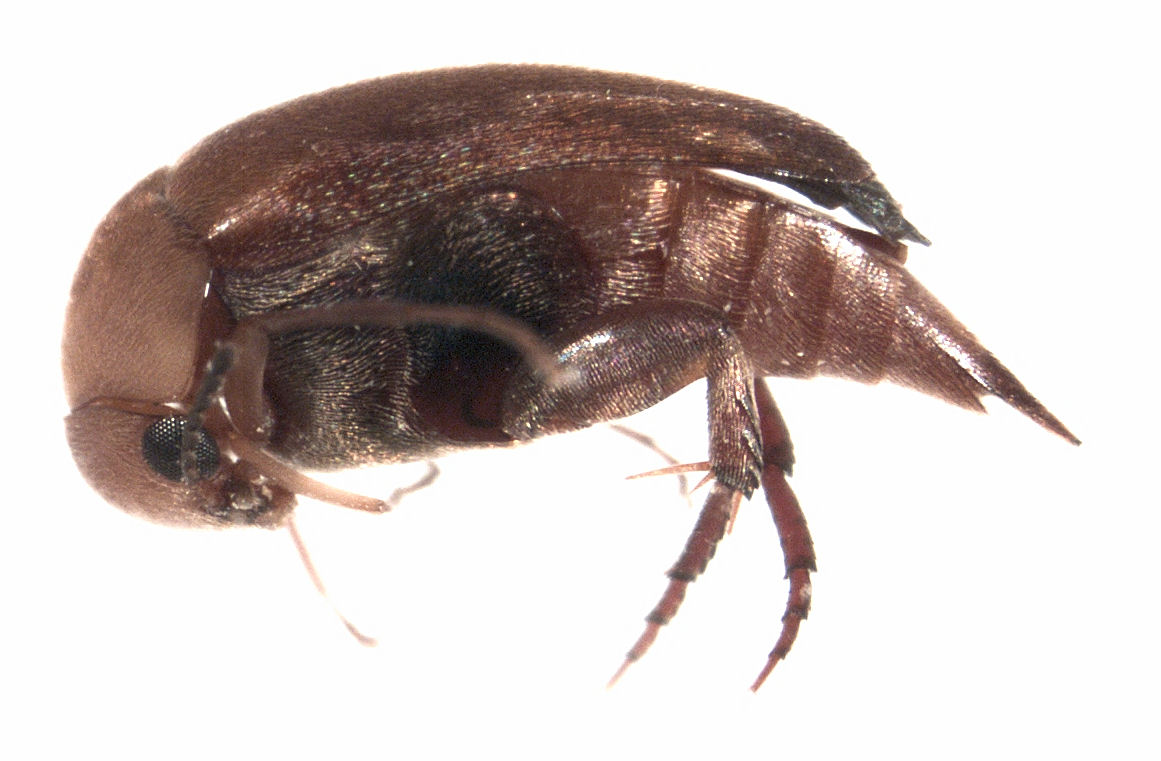
Tolidopalpus nitidicoma trưởng thành (con cái)

Họ này có 2 phân họ – Mordellinae và Ctenidiinae – và 1 loài thời tền sử chỉ còn lại hóa thạch (Praemordellinae). 
HỌ Mordellidae Latreille, 1802
- Phân họ Ctenidiinae Franciscolo, 1951
  - Ctenidia Laporte de Castelnau in Brullé, 1840
- Phân họ Mordellinae Latreille, 1802
  - Tông Conaliini Ermisch, 1956
    - Conalia Mulsant & Rey, 1858
    - Conaliamorpha Ermisch, 1968
    - Glipodes LeConte, 1862
    - Isotrilophus Liljeblad, 1945
    - Ophthalmoconalia Ermisch, 1968
    - Paraconalia Ermisch, 1968
    - Pseudoconalia Ermisch, 1950
    - Stenoconalia Ermisch, 1967
    - Xanthoconalia Franciscolo, 1942

  - Tông Mordellini Siedlitz, 1875
    - Adelptes Franciscolo, 1965
    - Asiamordella Hong, 2002
    - Austromordella Ermisch, 1950
    - Binaghia Franciscolo, 1943
    - Boatia Franciscolo, 1985
    - Caffromorda Franciscolo, 1952
    - Calycina Blair, 1922
    - Cephaloglipa Franciscolo, 1952
    - Congomorda Ermisch, 1955
    - Cothurus Champion, 1891
    - Cretanaspis Huang & Yang, 1999
    - Curtimorda Méquignon, 1946
    - Glipa LeConte, 1859
    - Glipidiomorpha Franciscolo, 1952
    - Hoshihananomia Kônô, 1935
    - Iberomorda Méquignon, 1946
    - Ideorhipistena Franciscolo, 2000
    - Klapperichimorda Ermisch, 1968
    - Larinomorda Ermisch, 1968
    - Liaoximordella Wang, 1993
    - Machairophora Franciscolo, 1943
    - Macrotomoxia Píc, 1922
    - Mirimordella Liu, Lu & Ren, 2007
    - Mordella Linnaeus, 1758
    - Mordellina Schilsky, 1908[3]
    - Mordellapygium Ray, 1930
    - Mordellaria Ermisch, 1950
    - Mordelloides Ray, 1939
    - Mordellopalpus Franciscolo, 1955
    - Neocurtimorda Franciscolo, 1950
    - Neotomoxia Ermisch, 1950
    - Ophthalmoglipa Franciscolo, 1952
    - Paramordella Píc, 1936
    - Paramordellana Ermisch, 1968
    - Paramordellaria Ermisch, 1968
    - Paraphungia Ermisch, 1969
    - Parastenomordella Ermisch, 1950
    - Paratomoxia Ermisch, 1950
    - Paratomoxioda Ermisch, 1954
    - Phungia Píc, 1922
    - Plesitomoxia Ermisch, 1955
    - Praemordella Shchegoleva-Barovskaya, 1929
    - Pseudomordellaria Ermisch, 1950
    - Pseudotomoxia Ermisch, 1950
    - Sphaeromorda Franciscolo, 1950
    - Stenaliamorda Ermisch & Chûjô, 1968
    - Stenomorda Ermisch, 1950
    - Stenomordella Ermisch, 1941
    - Stenomordellaria Ermisch, 1950
    - Stenomordellariodes Ermisch, 1954
    - Succimorda Kubisz, 2001
    - Tolidomordella Ermisch, 1950
    - Tolidomoxia Ermisch, 1950
    - Tomoxia Costa, 1854
    - Tomoxioda Ermisch, 1950
    - Trichotomoxia Franciscolo, 1950
    - Variimorda Méquignon, 1946
    - Wittmerimorda Franciscolo, 1952
    - Yakuhananomia Kônô, 1935
    - Zeamordella Broun, 1886

  - Chi Mordellistenini Ermisch, 1941
    - AsiatolidaShiyake, 2000
    - CalyceChampion, 1891
    - CalycemordaErmisch, 1969
    - CalyceoideaErmisch, 1969
    - DellamoraNormand, 1916
    - DiversimordaErmisch, 1969
    - ErmischiellaFranciscolo, 1950
    - FahraeusiellaErmisch, 1953
    - FalsomordellinaNomura, 1966
    - FalsomordellistenaErmisch, 1941
    - FalsopseudomoxiaFranciscolo, 1965
    - GlipostenaErmisch, 1941
    - GlipostenodaErmisch, 1950
    - GymnostenaFranciscolo, 1950
    - MordellinaSchilsky, 1908
    - MordellistenaCosta, 1854
    - MordellistenaliaErmisch, 1958
    - MordellistenochroaHorák, 1982
    - MordellistenodaErmisch, 1941
    - MordellistenulaStchegoleva-Barowskaja, 1930
    - MordellochroaEmery, 1876
    - MordellochroideaErmisch, 1969
    - MordelloxenaFranciscolo, 1950
    - MorphomordellochroaErmisch, 1969
    - NeomordellistenaErmisch, 1950
    - PalmordaErmisch, 1969
    - Palpomorda Ermisch, 1969
    - ParamordellistenaErmisch, 1950
    - PhunginusPíc, 1922
    - PselaphokentronFranciscolo, 1955
    - PseudodellamoraErmisch, 1942
    - PseudotolidaErmisch, 1950
    - RaymordellaFranciscolo, 1956
    - TolidaMulsant, 1856
    - TolidopalpusErmisch, 1951
    - TolidostenaErmisch, 1942
    - UhligiaHorák, 1990
    - XanthomordaErmisch, 1968

  - Chi Reynoldsiellini Franciscolo, 1957
    - ReynoldsiellaRay, 1930

  - Chi Stenaliini Franciscolo, 1956
    - BrodskyellaHorák, 1989
    - PselaphostenaFranciscolo, 1950
    - StenaliaMulsant, 1856
    - StenaliodesFranciscolo, 1956